# ボブ・ギブソン
ロバート・ギブソン（Robert Gibson, 1935年11月9日 - 2020年10月2日）は、アメリカ合衆国ネブラスカ州オマハ出身の元プロ野球選手（投手）、右投右打。
ニックネームは「Hoot」、「Gibby」。

## 経歴

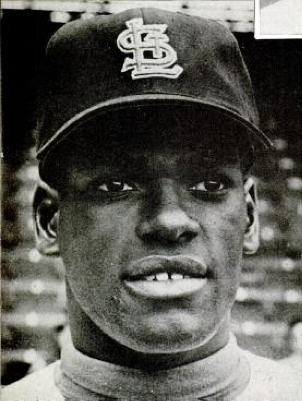
1962年

7人兄弟の末っ子として生まれる。幼い頃は体が弱く、くる病、気管支喘息、肺炎、心雑音などを患っており、成人するまで持つかと言われていた。10代になって急激に身長が伸び、クレイトン大学時代は野球とバスケットボールで奨学金を得て活躍した。
1957年にセントルイス・カージナルスと契約。1959年4月15日の対ロサンゼルス・ドジャース戦でメジャーデビュー。しかし結果を残せずマイナー降格。7月に再昇格し、30日の対シンシナティ・レッズ戦でメジャー初勝利を完封で飾った。同年は3勝5敗、1960年は3勝6敗に終わる。1961年はメジャーに定着し、13勝12敗、防御率3.24を記録。速球の威力は十分だったものの制球が悪く、リーグ5位の166奪三振の一方で、リーグワーストの119四球を記録した。1962年は前半戦で10勝を記録し、自身初のオールスターゲームに選出されるが登板機会はなし。シーズン通算で15勝13敗、防御率2.85、208奪三振、リーグ最多タイの5完封を記録した。1963年は5月まで防御率5.72と不調だったがその後調子を上げ、18勝9敗、防御率3.39の成績。1964年は後半戦で13勝を記録し、19勝12敗、防御率3.01、245奪三振を記録。チームはフィラデルフィア・フィリーズとの最大11ゲーム差を逆転し、18年ぶりのリーグ優勝。ニューヨーク・ヤンキースとのワールドシリーズでは第2戦で先発登板したが8回4失点で敗戦投手。第5戦では完封目前の9回二死から同点本塁打を浴びるが、10回に女房役のティム・マッカーバーが勝ち越し3点本塁打を放ち、13奪三振で完投勝利を挙げる。3勝3敗のタイで迎えた第7戦ではミッキー・マントル、クリート・ボイヤー（後に大洋）らに本塁打を浴びるなど、被安打9で5失点も9奪三振の力投で完投勝利を挙げてワールドチャンピオンとなり、シリーズMVPに選出された。1965年は開幕から8連勝を記録し、3年ぶりのオールスターゲームに選出され、以後5年連続で選出される。自身初の20勝を記録し、防御率3.07、リーグ3位の270奪三振、リーグワーストの34被本塁打を記録。初のゴールドグラブ賞を受賞し、以後8年連続で受賞する。1966年は21勝12敗、防御率2.44、サンディー・コーファックスらと並んでリーグ最多の5完封を記録した。
1967年7月15日の対ピッツバーグ・パイレーツ戦で、ロベルト・クレメンテの打球が足を直撃し、腓骨を骨折。シーズン中の復帰は絶望的かと思われたが、驚異的な回復で9月に復帰。故障の影響がありながらも13勝を記録し、チームは3年ぶりのリーグ優勝。ボストン・レッドソックスとのワールドシリーズでは、第1戦に先発登板して10奪三振1失点完投勝利。第4戦で5安打完封。第7戦では5回に本塁打を放ち、10奪三振で2失点完投勝利を挙げてワールドチャンピオンとなった。3勝、防御率1.00の大活躍で2度目のシリーズMVPを受賞した。なお、同年の対レッズ戦ではトニー・ペレスへの厳しい内角球を巡って両軍ベンチ総出で乱闘寸前となり、結局これを収めるために警官隊が出動し、試合は12分間にわたって中断された。
1968年は5月まで防御率1.52ながら打線の援護がなく3勝5敗だったが、6月2日から全て完投で15連勝。6月6日から5試合連続完封、連勝中に10完封を記録するなど絶好調で、最終的に22勝9敗、防御率1.12、268奪三振、28完投、13完封、WHIP0.85という驚異的な成績を記録し、最優秀防御率と最多奪三振を獲得、チームのリーグ連覇の原動力となった。この防御率1.12という数字は、いわゆるライブボール時代以降では歴代最高の成績であり、2位がドワイト・グッデン（1985年）の1.53であるから、いかに圧倒的なものであるかがわかる。また、13完封も歴代3位タイでライブボール以降の最多記録。デトロイト・タイガースとのワールドシリーズでは、第1戦で31勝を記録したデニー・マクレインと投げ合い、シリーズ新記録の17奪三振で完封勝利。第4戦では4回に本塁打を放ち、10奪三振1失点で完投勝利を挙げ、3勝1敗と王手をかける。その後3勝3敗のタイにされて迎えた最終第7戦では6回まで内野安打1本と完璧に抑えたが、7回二死から連打を浴び、中堅手のカート・フラッドの転倒など不運もあって3点を失う。結局4失点で完投するが敗戦投手となり、3勝4敗で敗退。MVPとサイ・ヤング賞を同時受賞した。
1969年は20勝13敗、防御率2.18、269奪三振、リーグ最多の28完投、キャリアハイの314.0イニングの成績。1970年は5月23日のフィリーズ戦で自己最多の16奪三振を記録し、その試合から10連勝。7月28日からは7連勝を記録し、23勝7敗、防御率3.12、キャリアハイの274奪三振で最多勝のタイトルを獲得し、2度目のサイ・ヤング賞を受賞。1971年8月14日の対パイレーツ戦ではノーヒットノーランを達成。16勝13敗、防御率3.04、リーグ最多タイの5完封を記録した。1972年は開幕から5連敗を喫するが、その後3完封を含む11連勝を記録。19勝11敗、防御率2.46、208奪三振の成績だった。1973年は8月から故障でおよそ2カ月離脱して25試合の先発登板にとどまるが12勝10敗、防御率2.77を記録。1974年はリーグワーストタイの24被本塁打、9年ぶりに100を超える104四球を記録するなど衰えが見え始め、1975年に3勝10敗、防御率5.04に終わり、同年を最後に現役を引退。

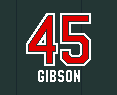
ギブソンの背番号「45」。
セントルイス・カージナルスの永久欠番に1975年指定。

最終出場は1975年9月3日だったが、その2日前の9月1日にギブソンの背番号『45』はカージナルスの永久欠番に指定された。1981年には資格1年目でアメリカ野球殿堂入り。
引退後はメッツ（1981年）→ブレーブス（1982年 - 1984年）、古巣・カージナルス（1995年）で投手コーチを務めた。コーチ時代は3球団でジョー・トーリ監督とコンビを組み、長年カージナルスの特別アドバイザーも務め、後進の指導にあたっていた。
2020年10月2日、1年以上にわたって闘病していた膵臓癌のため、故郷ネブラスカ州オマハの緩和ケア施設にて死去。84歳没。奇しくも、かつて1960年代から1970年代にかけてのカージナルスにて同じくチームメイト・看板選手だったルー・ブロックの死去からほぼ一か月後のことであった。

## 選手としての特徴
投球後に一塁側へ大きく倒れ込む豪快な投球フォームから繰り出される剛速球や厳しい内角攻めを武器とするスタイル。打者に立ち向かっていく姿勢と荒い気性から「Hoot」の異名を取った。元々制球力が高いわけではなかったため、死球や頭部付近へのビーンボールと疑われる投球が多く、「ヘッドハンター」と呼ばれた。スリークォーターから一級品のカーブに加えて速球と球速の変わらないスライダーも投げていた。特に、ギブソンとドン・ドライスデールの大記録（58.2イニング連続無失点）があった1968年は、ハンク・アーロンをして「ハードスライダーが決まるときのギブソンは全能の神（God almighty）」と言わしめた。守備が抜群に上手く、ゴールドグラブ賞の常連でもあった。打者としての能力も高く、通算24本塁打、144打点、13盗塁を記録。しばしば代打や代走でも起用された。ワールドシリーズでは通算で9試合に登板し、うち8試合を完投、81イニングを投げ7勝2敗、防御率1.89。1964年から1968年にかけては7連勝を記録した。打者としても2本塁打を記録している。
投手としての球種はライジングファストボール（浮き上がるような速球）、スライダー、シンキングファストボール、カーブ、チェンジアップ。投球フォームはスリークォーター。
（米書「guide to pitchers」より）

## 人物
- 一時期バスケットボールのエキシビジョンチームであるハーレム・グローブトロッターズでプレーしていたことがある。
- ハンク・アーロンは当時若手だったダスティ・ベーカーに、「ギブソンに対して踏み込んではいけない。ノックアウトさせられるぞ。彼を睨みつけてはいけない。彼はそれを好まない。もし彼から本塁打を打ったら遅すぎず早すぎないようにベースを回れ。喜びを表したいのならダグアウト裏に入ってからにしろ。そして、もしぶつけられてもマウンドに突進してはいけない。彼はボクシングもゴールドグラブだ」と語っている。
- 内角攻めをしやすくするため他のチームの選手とは口を利かず、たとえオールスターゲームであろうとそれは変わらなかったという。

## 詳細情報

### 年度別投手成績
| 年 度     | 球 団     | 登 板 | 先 発 | 完 投 | 完 封 | 無 四 球 | 勝 利 | 敗 戦 | セ 丨 ブ | ホ 丨 ル ド | 勝 率 | 打 者 | 投 球 回 | 被 安 打 | 被 本 塁 打 | 与 四 球 | 敬 遠 | 与 死 球 | 奪 三 振 | 暴 投 | ボ 丨 ク | 失 点 | 自 責 点 | 防 御 率 | W H I P |
| --------- | --------- | ----- | ----- | ----- | ----- | -------- | ----- | ----- | -------- | ----------- | ----- | ----- | -------- | -------- | ----------- | -------- | ----- | -------- | -------- | ----- | -------- | ----- | -------- | -------- | ------- |
| 1959      | STL       | 13    | 9     | 2     | 1     | 0        | 3     | 5     | 0        | --          | .375  | 333   | 75.2     | 77       | 4           | 39       | 2     | 1        | 48       | 4     | 0        | 35    | 28       | 3.33     | 1.53    |
| 1960      | STL       | 27    | 12    | 2     | 0     | 0        | 3     | 6     | 0        | --          | .333  | 399   | 86.2     | 97       | 7           | 48       | 6     | 1        | 69       | 3     | 0        | 61    | 54       | 5.61     | 1.67    |
| 1961      | STL       | 35    | 27    | 10    | 2     | 0        | 13    | 12    | 1        | --          | .520  | 916   | 211.1    | 186      | 13          | 119      | 7     | 6        | 166      | 8     | 1        | 91    | 76       | 3.24     | 1.44    |
| 1962      | STL       | 32    | 30    | 15    | 5     | 1        | 15    | 13    | 1        | --          | .536  | 967   | 233.2    | 174      | 15          | 95       | 9     | 10       | 208      | 11    | 0        | 84    | 74       | 2.85     | 1.15    |
| 1963      | STL       | 36    | 33    | 14    | 2     | 0        | 18    | 9     | 0        | --          | .667  | 1088  | 254.2    | 224      | 19          | 96       | 1     | 13       | 204      | 6     | 1        | 110   | 96       | 3.39     | 1.26    |
| 1964      | STL       | 40    | 36    | 17    | 2     | 2        | 19    | 12    | 1        | --          | .613  | 1191  | 287.1    | 250      | 25          | 86       | 9     | 9        | 245      | 6     | 0        | 106   | 96       | 3.01     | 1.17    |
| 1965      | STL       | 38    | 36    | 20    | 6     | 1        | 20    | 12    | 1        | --          | .625  | 1233  | 299.0    | 243      | 34          | 103      | 6     | 11       | 270      | 8     | 1        | 110   | 102      | 3.07     | 1.16    |
| 1966      | STL       | 35    | 35    | 20    | 5     | 0        | 21    | 12    | 0        | --          | .636  | 1119  | 280.1    | 210      | 20          | 78       | 5     | 5        | 225      | 12    | 0        | 90    | 76       | 2.44     | 1.03    |
| 1967      | STL       | 24    | 24    | 10    | 2     | 1        | 13    | 7     | 0        | --          | .650  | 703   | 175.1    | 151      | 10          | 40       | 3     | 3        | 147      | 3     | 1        | 62    | 58       | 2.98     | 1.09    |
| 1968      | STL       | 34    | 34    | 28    | 13    | 6        | 22    | 9     | 0        | --          | .710  | 1161  | 304.2    | 198      | 11          | 62       | 6     | 7        | 268      | 4     | 0        | 49    | 38       | 1.12     | 0.85    |
| 1969      | STL       | 35    | 35    | 28    | 4     | 0        | 20    | 13    | 0        | --          | .606  | 1270  | 314.0    | 251      | 12          | 95       | 7     | 10       | 269      | 4     | 2        | 84    | 76       | 2.18     | 1.10    |
| 1970      | STL       | 34    | 34    | 23    | 3     | 2        | 23    | 7     | 0        | --          | .767  | 1213  | 294.0    | 262      | 13          | 88       | 9     | 4        | 274      | 5     | 1        | 111   | 102      | 3.12     | 1.19    |
| 1971      | STL       | 31    | 31    | 20    | 5     | 2        | 16    | 13    | 0        | --          | .552  | 1026  | 245.2    | 215      | 14          | 76       | 11    | 7        | 185      | 10    | 0        | 96    | 83       | 3.04     | 1.18    |
| 1972      | STL       | 34    | 34    | 23    | 4     | 1        | 19    | 11    | 0        | --          | .633  | 1119  | 278.0    | 226      | 14          | 88       | 11    | 3        | 208      | 10    | 2        | 83    | 76       | 2.46     | 1.13    |
| 1973      | STL       | 25    | 25    | 13    | 1     | 1        | 12    | 10    | 0        | --          | .545  | 790   | 195.0    | 159      | 12          | 57       | 6     | 3        | 142      | 6     | 1        | 71    | 60       | 2.77     | 1.11    |
| 1974      | STL       | 33    | 33    | 9     | 1     | 0        | 11    | 13    | 0        | --          | .458  | 1041  | 240.0    | 236      | 24          | 104      | 14    | 5        | 129      | 2     | 3        | 111   | 102      | 3.82     | 1.42    |
| 1975      | STL       | 22    | 14    | 1     | 0     | 0        | 3     | 10    | 2        | --          | .231  | 499   | 109.0    | 120      | 10          | 62       | 6     | 4        | 60       | 6     | 0        | 66    | 61       | 5.04     | 1.67    |
| MLB：17年 | MLB：17年 | 528   | 482   | 255   | 56    | 17       | 251   | 174   | 6        | --          | .591  | 16068 | 3884.1   | 3279     | 257         | 1336     | 118   | 102      | 3117     | 108   | 13       | 1420  | 1258     | 2.91     | 1.19    |

- 各年度の太字はリーグ最高

### 年度別守備成績
| 年 度 | 球 団 | 投手（P） | 投手（P） | 投手（P） | 投手（P） | 投手（P） | 投手（P） |
| 年 度 | 球 団 | 試 合     | 刺 殺     | 補 殺     | 失 策     | 併 殺     | 守 備 率  |
| ----- | ----- | --------- | --------- | --------- | --------- | --------- | --------- |
| 1959  | STL   | 13        | 6         | 10        | 2         | 2         | .889      |
| 1960  | STL   | 27        | 7         | 14        | 0         | 3         | 1.000     |
| 1961  | STL   | 35        | 14        | 35        | 2         | 4         | .961      |
| 1962  | STL   | 32        | 18        | 35        | 3         | 6         | .946      |
| 1963  | STL   | 36        | 27        | 28        | 5         | 0         | .917      |
| 1964  | STL   | 40        | 24        | 36        | 6         | 4         | .909      |
| 1965  | STL   | 38        | 27        | 33        | 3         | 1         | .952      |
| 1966  | STL   | 35        | 26        | 28        | 2         | 4         | .964      |
| 1967  | STL   | 24        | 19        | 23        | 0         | 0         | 1.000     |
| 1968  | STL   | 34        | 21        | 28        | 1         | 2         | .980      |
| 1969  | STL   | 35        | 21        | 32        | 3         | 5         | .946      |
| 1970  | STL   | 34        | 22        | 32        | 4         | 3         | .931      |
| 1971  | STL   | 31        | 10        | 39        | 3         | 1         | .942      |
| 1972  | STL   | 34        | 12        | 46        | 1         | 3         | .983      |
| 1973  | STL   | 25        | 11        | 24        | 2         | 2         | .946      |
| 1974  | STL   | 33        | 20        | 26        | 2         | 4         | .958      |
| 1975  | STL   | 22        | 6         | 15        | 3         | 2         | .875      |
| MLB   | MLB   | 528       | 291       | 484       | 42        | 46        | .949      |

- 各年度の太字はリーグ最高
- 各年度の太字年はゴールドグラブ賞受賞

### タイトル
- 最多勝利：1回（1970年）
- 最優秀防御率：1回（1968年）※この年記録した防御率1.12はMLB歴代3位
- 最多奪三振：1回（1968年）

### 表彰
- ゴールドグラブ賞（投手部門）：9回（1965年 - 1973年）
- サイ・ヤング賞：2回（1968年、1970年）
- シーズンMVP：1回（1968年）
- ワールドシリーズMVP：2回（1964年、1967年）※2回は歴代1位タイ
- ベーブ・ルース賞：1回（1964年）
- アメリカ野球殿堂入り（1981年）

### 記録
- MLBオールスターゲーム選出：8回（1962年、1965年 - 1970年、1972年）
- ノーヒットノーラン：1回（1971年8月14日、対ピッツバーグ・パイレーツ戦）
- カージナルス球団記録
  - 通算勝利数・投球回・完投・完封・奪三振
  - シーズン防御率・完封（どちらも1968年）
- ワールドシリーズ最多奪三振
  - シリーズ最多奪三振：35（1968年）
  - 1試合最多奪三振：17（1968年）

### 背番号
- 58（1959年）
- 31（1960年）
- 45（1961年 - 1974年）※セントルイス・カージナルスの永久欠番